# Szirimávó Bandáranájaka
Szirimávó Bandáranájaka (teljes nevén: Sirimavo Ratwatte Dias Bandaranaike; Balangoda, 1916. április 17. – Colombo, 2000. október 10.) Srí Lanka-i politikus és a modern világ első női kormányfője.

## Életpályája

### Fiatalkora
Ceylon egyik legelőkelőbb, buddhista, földbirtokos családjában született, amelyben még a matriárkátus bizonyos elemei megmaradtak. Édesanyja volt a családi vagyon örököse. Hatéves korában katolikus magán lányiskolában, a colomboi St. Bridget's Conventben kezdett tanulni. A 24 éves szép nőt szülei a fiatal, feltörekvő politikushoz, Szolomon Bandáranájakához adták feleségül. 19 éven át segítette férje politikai karrierjét, népes háztartást vezetett, rezidenciájuk néha szállodához hasonlított. Humanitárius szervezetek munkájában is részt vett. Két leányuk és egy fiuk született.

## Politikai karrierje

### Férje miniszterelnöksége
Férje Szolomon miniszterelnöksége előtt 1946-ban az Egyesült Nemzeti Párt alapítói közt volt, majd 1947-ben a ceyloni gyarmati törvényhozás tagja lett, majd az időközben erőssé váló Szabadságpárttal koalíciót kötve megnyerte az 1956-os Srí Lanka-i választásokat.
Szolomon Bandáranájaka 1956. április 12-én miniszterelnök lett. 1959-ben egy buddhista szerzetes felesége szeme láttára lelőtte. Férje halálát követően hatalmi vákuum keletkezett, ugyanis utódja C.P. de Silva súlyosan megbetegedett és Londonba ment kezelésre. Őt Wijeyananda Dahanayake addigi oktatási miniszter követte.

### Első miniszterelnöki ciklusa

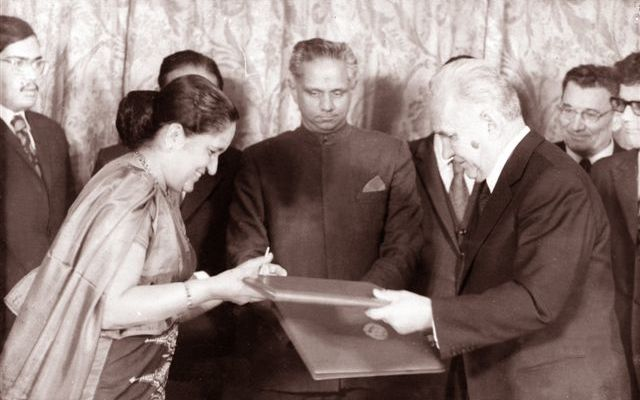
Bandáranájaka és Koszigin Moszkvában 1963 októberében

A sírdogáló özvegyet senki nem vette komolyan, de férje helyett indult az 1960-as választásokon – amikor már tagja volt a Srí Lanka-i Szenátusnak – és nyert. Folytatta a férje által megkezdett szocialista irányvonalat, kormánya iskolákat, bankokat, biztosító társaságokat államosított emellett a római katolikus egyház által fenntartott iskolákat is államosította.
Emellett kitartott az 1956-ban férje kormánya által elfogadott Sinhala Only Act (Csak Szingalézek Törvény) mellett, amely a szigetország lakosságának 70%-át kitevő szingalézeket részesítette előnyben és Ceylon hivatalos nyelvévé az angol helyett a szingalézt tette. Emellett a tamilokat vissza akarta telepíteni Indiába. Megválasztásakor számos tamil a polgári engedetlenséget választotta, hiszen a törvénnyel a tamilokat kirekesztették a társadalomból és még a tamil nyelv sem lett elismerve hivatalos nyelvnek.  Sokak szerint ez a törvény is felelős a Srí Lanka-i polgárháború kitörése miatt.
Külpolitikában is jelentős fordulat állt be Bandáranájaka asszony idején: az Egyesült Államok és Egyesült Királyság a kőolaj miatt egyre kevesebb segélyt küldött a szigetországnak, így kénytelen volt Kína és a Szovjetunió felé nyitnia. Jó kapcsolatokat ápolt a keleti blokk államaival.
1962-ben keresztény katonák puccsot akartak végrehajtani, közben kinevezte nagybátyját William Gopallawat Ceylon kormányzójának.

### Második miniszterelnöki ciklusa
Az 1965-ös választásokon a konzervatívok kerültek hatalomra, 1970-ben sikerült újra nyernie, mert Ape Amma, az Anyánknak nevezett Szirimávó nagyobb rizsadagot ígért a nincsteleneknek. („A választásokat a konyhákban nyerik meg”, ismerte el).
1972-ben Srí Lankának nevezte el Ceylont. 1975-ben megkezdte a régen megígért földreformot, kisajátította a nagybirtokokat. 1977-ben újra a konzervatívok ragadták magukhoz a hatalmat. Szirimávót korrupcióval és a hatalommal való visszaéléssel vádolták. 11 évvel később az ellenzék vezetőjeként került be ismét a parlamentbe. 1994-ben lánya, Chandrika Kumaratunga lett Srí Lanka köztársasági elnöke, Szirimávó pedig miniszterelnök, de főleg reprezentációs feladatokat látott el. Röviddel halála előtt lemondott, ő volt a világ legidősebb kormányfője.